# Alexandra Kohan
Alexandra Kohan (Mar del Plata, Argentina, 29 de enero de 1971) es una psicoanalista, ensayista, docente universitaria y escritora argentina.

## Biografía
Nació en Mar del Plata en 1971, proveniente de una familia judía.
Estudió psicología, especializándose en psicoanálisis y luego un posgrado en estudios literarios en la Universidad de Buenos Aires.
Además de colaborar como columnista en medios nacionales como elDiarioAR y la Revista Polvo ha escrito tres libros de ensayo: Y sin embargo, el amor. Elogio de lo incierto. (2020, Paidós), Un cuerpo al fin. (2022, Paidós) y El sentido del humor. (2024, Paidós)